# Acronicta niveosparsa
Acronicta niveosparsa är en fjärilsart som beskrevs av Matsumura 1926. Acronicta niveosparsa ingår i släktet Acronicta och familjen nattflyn. Inga underarter finns listade i Catalogue of Life.